# Gare du Bousquet-d'Orb
La gare du Bousquet-d'Orb est une gare ferroviaire française de la ligne de Béziers à Neussargues, située sur le territoire de la commune du Bousquet-d'Orb, dans le département de l'Hérault en région Occitanie. 
Elle est mise en service en 1872 par la Compagnie des chemins de fer du Midi et du Canal latéral à la Garonne. 
C'est une halte voyageurs de la Société nationale des chemins de fer français (SNCF), desservie par des trains Intercités et TER Occitanie.

## Situation ferroviaire
Établie à 251 mètres d'altitude, la gare du Bousquet-d'Orb est située au point kilométrique (PK) 483,613 de la ligne de Béziers à Neussargues, entre les gares ouvertes de Bédarieux et de Lunas.

## Histoire

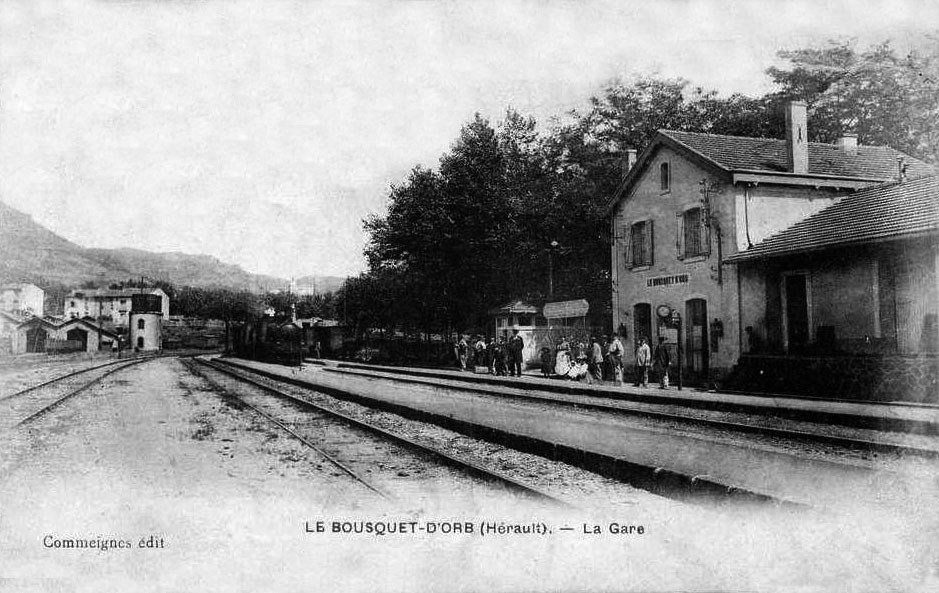
La gare vers 1900.

La Compagnie des chemins de fer du Midi et du Canal latéral à la Garonne qui a repris la ligne de la Compagnie du chemin de fer de Graissessac à Béziers met en service, le 11 mai 1872, la gare avec l'ouverture du premier tronçon prolongeant l'ancienne ligne minière. 
En 1874 l'arrivée du chemin de fer a permis l'installation d'une usine à zinc et un plan incliné permet aux wagonnets remplis de la houille extraite d'une mine située à flanc de montagne de rejoindre la station.

## Fréquentation
De 2015 à 2023, selon les estimations de la SNCF, la fréquentation annuelle de la gare s'élève aux nombres indiqués dans le tableau ci-dessous.
| Année           | 2015  | 2016 | 2017 | 2018 | 2019  | 2020 | 2021  | 2022  | 2023  |
| --------------- | ----- | ---- | ---- | ---- | ----- | ---- | ----- | ----- | ----- |
| Voyageurs seuls | 1 279 | 845  | 666  | 965  | 1 053 | 663  | 1 217 | 2 364 | 3 220 |

## Service des voyageurs

### Accueil
Halte SNCF, c'est un point d'arrêt non géré (PANG) à entrée libre.

### Desserte
Le Bousquet-d'Orb est desservie par des trains Intercités de la relation Béziers - Clermont-Ferrand et des trains TER Occitanie de la relation Béziers - Saint-Chély-d'Apcher (ou Millau, ou Bédarieux (ligne 10).

### Intermodalité
Un parking pour les véhicules est aménagé.